# Ondřej Houra
Ondřej Houra (* 20. März 1989) ist ein ehemaliger tschechischer Unihockeyspieler auf der Position des Verteidigers, der in Tschechien und in der Schweiz gespielt hat.

## Karriere
Houra startete seine Karriere bei den Junioren des FbŠ Bohemians DDM Praha 7. Die Saison 2009/10 spielte er bei den Black Angels aus dem mittelböhmischen Zdiby. Nach wiederum nur einem Jahr wechselte er zu TJ Sokol Praha Královské Vinohrad. Die erste Saison spielte er sowohl für die zweite wie auch die erste Mannschaft der Mannschaft aus der Hauptstadt Tschechiens.
Am 18. Juli 2016 wurde der Transfer des Tschechen dem IFF gemeldet. Drei Tage später, am 21. Juli 2016, verkündete der UHC Waldkirch-St. Gallen den Transfer von Houra vom tschechischen Verein TJ Sokol Praha Královské Vinohrady. Der Transfer des Tschechen kam überraschend, da der Verein für die Saison angekündigt hatte keine ausländischen Spieler unter Vertrag zu nehmen. Ondrej Houra stiess zeitgleich mit seinem ehemaligen Teamkollegen Jan Králík vom TJ Sokol Praha Královské Vinohrad zu den Ostschweizern. Beide Spieler werden vom Club nicht entlöhnt.
Auf die Saison 2017/18 wechselte der Tscheche zu den Red Devils March-Höfe Altendorf, bei welchen er die Trikotnummer 5 erhalten wird.
Nach seinem Abstecher in der Schweiz wechselte er 2018 zurück nach Tschechien zum TJ Sokol Praha Královské Vinohrady, wo er ein Jahr später seine Karriere beendete.